# Prunttijärvi (Jukkasjärvi socken, Lappland)
Prunttijärvi är en sjö i Kiruna kommun i Lappland och ingår i Torneälvens huvudavrinningsområde. Sjön har en area på 0,0923 kvadratkilometer och ligger 341 meter över havet. Sjön avvattnas av vattendraget Harrijoki.

## Delavrinningsområde
Prunttijärvi ingår i det delavrinningsområde (754370-169579) som SMHI kallar för Mynnar i Oinakkajärvi. Medelhöjden är 377 meter över havet och ytan är 4,06 kvadratkilometer. Räknas de 3 avrinningsområdena uppströms in blir den ackumulerade arean 32,31 kvadratkilometer. Harrijoki som avvattnar avrinningsområdet har biflödesordning 2, vilket innebär att vattnet flödar genom totalt 2 vattendrag innan det når havet efter 379 kilometer. Avrinningsområdet består mestadels av skog (98 procent). Avrinningsområdet har 0,09 kvadratkilometer vattenytor vilket ger det en sjöprocent på 2,2 procent.